# Xenondifluorid
Xenondifluorid (XeF2) är ett vitt, kristallint ämne som används som fluoreringsmedel.

## Egenskaper
I likhet med andra xenonfluorider har ämnet en god fluoreringsförmåga samt hög smältpunkt i förhållande till flertalet andra föreningar av xenon. Ämnet utmärker sig genom sin förmåga att lösas i vatten, då övriga xenonfluorider är olösliga.

## Användning
Xenondifluorid används för att etsa kisel, vilket möjliggör tillverkning av integrerade kretsar och andra elektroniska komponenter. Processen kan beskrivas genom följande reaktionsformel:
{\displaystyle {\ce {2XeF2 + Si -> 2Xe(g) + SiF4(g)}}}